# Olympische Sommerspiele 1928/Fußball/Spiele
Diese Seite enthält alle Spiele des olympischen Fußballturniers von 1928 in Amsterdam mit allen statistischen Details.

## Vorrunde

### Portugal – Chile 4:2 (2:2)
| Portugal                                                | Portugal | Chile | Chile |
| ------------------------------------------------------- | --- | --- | ----- |
| Portugal                                                | \| 27. Mai 1928 um 15:00 Uhr in Amsterdam (Olympiastadion) \| \| Zuschauer: 2.309 \| \| Schiedsrichter: Youssouf Mohammed ( Ägypten) \| | \| 27. Mai 1928 um 15:00 Uhr in Amsterdam (Olympiastadion) \| \| Zuschauer: 2.309 \| \| Schiedsrichter: Youssouf Mohammed ( Ägypten) \| | Chile |
| Portugal                                                | António Roquete – Carlos Alves, Jorge Vieira – César de Matos, Augusto Silva, Raúl Figueiredo – José Manuel Martins, Armando da Silva Martins, Vítor da Silva, José Manuel Soares, Valdemar Mota da Fonseca Cheftrainer: Cândido de Oliveira | Juan Ibacache – Víctor Morales, Ernesto Chaparro – Arturo Torres, Guillermo Saavedra – Humberto Contreras, Carlos Schneberger – Óscar Alfaro, Guillermo Subiabre, Alejandro Carbonell, José Olguín Cheftrainer: Frank Powell ( Großbritannien) | Chile |
| Portugal                                                | 1:2 V. da Silva (38.) 2:2 Soares (40.) 3:2 Soares (50.) 4:2 Mota da Fonseca (63.) | 0:1 Saavedra (14.) 0:2 Carbonell (30.) | Chile |
| 27. Mai 1928 um 15:00 Uhr in Amsterdam (Olympiastadion) | | |       |
| Zuschauer: 2.309                                        | | |       |
| Schiedsrichter: Youssouf Mohammed ( Ägypten)            | | |       |

## Achtelfinale

### Luxemburg – Belgien 3:5 (3:3)
| Luxemburg                                                         | Luxemburg | Belgien | Belgien |
| ----------------------------------------------------------------- | --- | --- | ------- |
| Luxemburg                                                         | \| 27. Mai 1928 um 19:00 Uhr in Amsterdam (Olympiastadion Amsterdam) \| \| Zuschauer: 5.834 \| \| Schiedsrichter: Lorenzo Martínez ( Argentinien) \|                                                                    | \| 27. Mai 1928 um 19:00 Uhr in Amsterdam (Olympiastadion Amsterdam) \| \| Zuschauer: 5.834 \| \| Schiedsrichter: Lorenzo Martínez ( Argentinien) \|                                                                          | Belgien |
| Luxemburg                                                         | Henri Scharry – Émile Kolb, Nicolas Kirsch – Albert Reuter, Paul Feierstein, Bernard Fischer – Guillaume Schütz, Jean-Pierre Weisgerber, Robert Theissen, Joseph Kirpes, François Weber Cheftrainer: Gustave Jacquemart | Jean Caudron – Jules Lavigne, Nicolas Hoydonckx – Pierre Braine, Florimond van Halme, Gustave Boesman – Louis Versyp, Gérard Devos, Raymond Braine, Jacques Moeschal, Jan Diddens Cheftrainer: Viktor Löwenfeld ( Österreich) | Belgien |
| Luxemburg                                                         | 1:3 Schütz (31.) 2:3 Weisgerber (42.) 3:3 Theissen (44.) | 0:1 R. Braine (9.) 0:2 Versyp (20.) 0:3 Moeschal (23.) 3:4 Moeschal (67.) 3:5 R. Braine (72.) | Belgien |
| 27. Mai 1928 um 19:00 Uhr in Amsterdam (Olympiastadion Amsterdam) | | |         |
| Zuschauer: 5.834                                                  | | |         |
| Schiedsrichter: Lorenzo Martínez ( Argentinien)                   | | |         |

### Schweiz – Deutsches Reich 0:4 (0:2)
| Schweiz                                                           | Schweiz | Deutsches Reich | Deutsches Reich |
| ----------------------------------------------------------------- | --- | --- | --------------- |
| Schweiz                                                           | \| 28. Mai 1928 um 14:00 Uhr in Amsterdam (Olympiastadion Amsterdam) \| \| Zuschauer: 16.158 \| \| Schiedsrichter: Willem Eijmers ( Niederlande) \|                                                                          | \| 28. Mai 1928 um 14:00 Uhr in Amsterdam (Olympiastadion Amsterdam) \| \| Zuschauer: 16.158 \| \| Schiedsrichter: Willem Eijmers ( Niederlande) \|                                                        | Deutsches Reich |
| Schweiz                                                           | Frank Séchehaye – Walter Weiler, Rudolf Ramseyer – Paul de Lavallaz, Kurt Pichler, Paul Fässler – Gaston Tschirren, Willy Jäggi, Walter Dietrich, Max Abegglen, Edmond Bailly Cheftrainer: Teddy Duckworth ( Großbritannien) | Heinrich Stuhlfauth – Albert Beier, Heinrich Weber – Ludwig Leinberger, Hans Kalb, Georg Knöpfle – Ludwig Hofmann, Josef Hornauer, Josef Pöttinger, Richard Hofmann, Ernst Albrecht Cheftrainer: Otto Nerz | Deutsches Reich |
| Schweiz                                                           | 0:1 R. Hofmann (17.) 0:2 Hornauer (42.) 0:3 R. Hofmann (75.) 0:4 R. Hoffmann (85.) | | Deutsches Reich |
| 28. Mai 1928 um 14:00 Uhr in Amsterdam (Olympiastadion Amsterdam) | | |                 |
| Zuschauer: 16.158                                                 | | |                 |
| Schiedsrichter: Willem Eijmers ( Niederlande)                     | | |                 |

### Türkei – Ägypten 1:7 (0:2)
| Türkei                                                            | Türkei | Ägypten | Ägypten |
| ----------------------------------------------------------------- | --- | --- | ------- |
| Türkei                                                            | \| 28. Mai 1928 um 18:00 Uhr in Amsterdam (Olympiastadion Amsterdam) \| \| Zuschauer: 2.744 \| \| Schiedsrichter: Marcel Slawik ( Frankreich) \|                                                    | \| 28. Mai 1928 um 18:00 Uhr in Amsterdam (Olympiastadion Amsterdam) \| \| Zuschauer: 2.744 \| \| Schiedsrichter: Marcel Slawik ( Frankreich) \|                                                 | Ägypten |
| Türkei                                                            | Ulvi Yenal – Kadri Göktulga, Burhan Atak – Cevat Seyit, Nihat Bekdik, İsmet Uluğ – Mehmet Leblebi, Alaattin Baydar, Zeki Rıza Sporel, Bekir Refet, Muslih Peykoğlu Cheftrainer: Béla Tóth ( Ungarn) | Abdel Hamid Hamdi – Sayed Abaza, Ahmed Salem – Gaber El-Soury, Ali El-Hassani, Ahmed Soliman – Mahmoud Ismail Houda, Ali Riadh, Ismail El-Sayed Houda, Mahmoud Mokhtar El-Tetsh, Gamil El-Zobair | Ägypten |
| Türkei                                                            | 1:6 Refet (71.) | 0:1 El-Hassani (20., Elfmeter) 0:2 Riadh (27.) 0:3 El-Tetsh (46.) 0:4 El-Tetsh (50.) 0:5 El-Sayed Houda (53.) 0:6 El-Tetsh (63.) 1:7 El-Zobair (86.)                                             | Ägypten |
| 28. Mai 1928 um 18:00 Uhr in Amsterdam (Olympiastadion Amsterdam) | | |         |
| Zuschauer: 2.744                                                  | | |         |
| Schiedsrichter: Marcel Slawik ( Frankreich)                       | | |         |

### Frankreich – Italien 3:4 (2:3)
| Frankreich                                                        | Frankreich | Italien | Italien |
| ----------------------------------------------------------------- | --- | --- | ------- |
| Frankreich                                                        | \| 29. Mai 1928 um 14:00 Uhr in Amsterdam (Olympiastadion Amsterdam) \| \| Zuschauer: 2.509 \| \| Schiedsrichter: Henri Christophe ( Belgien) \|                                                                                    | \| 29. Mai 1928 um 14:00 Uhr in Amsterdam (Olympiastadion Amsterdam) \| \| Zuschauer: 2.509 \| \| Schiedsrichter: Henri Christophe ( Belgien) \|                                                                                      | Italien |
| Frankreich                                                        | Alex Thépot – Marcel Domergue, Urbain Wallet – Alexandre Villaplane, Robert Dauphin, Augustin Chantrel – Marcel Langiller, Henri Pavillard, Paul Nicolas, Juste Brouzes, Jules Dewaquez Cheftrainer: Peter Farmer ( Großbritannien) | Giovanni De Prà – Virginio Rosetta, Umberto Caligaris – Silvio Pietroboni, Fulvio Bernardini, Antonio Janni – Enrico Rivolta, Adolfo Baloncieri, Elvio Banchero, Gino Rossetti, Virgilio Felice Levratto Cheftrainer: Augusto Rangone | Italien |
| Frankreich                                                        | 1:0 Brouzes (15.) 2:0 Brouzes (17.) 3:4 Dauphin (61.) | 2:1 Rossetti (19.) 2:2 Levratto (39.) 2:3 Banchero (43.) 2:4 Baloncieri (60.) | Italien |
| 29. Mai 1928 um 14:00 Uhr in Amsterdam (Olympiastadion Amsterdam) | | |         |
| Zuschauer: 2.509                                                  | | |         |
| Schiedsrichter: Henri Christophe ( Belgien)                       | | |         |

### Jugoslawien – Portugal 1:2 (1:1)
| Jugoslawien                                                         | Jugoslawien | Portugal | Portugal |
| ------------------------------------------------------------------- | --- | --- | -------- |
| Jugoslawien                                                         | \| 29. Mai 1928 um 16:00 Uhr in Amsterdam (Het Nederlandsch Sportpark) \| \| Zuschauer: 1.226 \| \| Schiedsrichter: Alfred Birlem ( Deutsches Reich) \|                                                        | \| 29. Mai 1928 um 16:00 Uhr in Amsterdam (Het Nederlandsch Sportpark) \| \| Zuschauer: 1.226 \| \| Schiedsrichter: Alfred Birlem ( Deutsches Reich) \|                                                                             | Portugal |
| Jugoslawien                                                         | Geza Šifliš – Milora Mitrović, Milutin Ivković – Ljubiša Ðorđević, Danijel Premerl, Milorad Arsenijević – Franjo Giler, Slavin Cindrić, Mirko Bonačić, Ivan Bek, Kuzman Sotirović Cheftrainer: Ante Pandaković | António Roquete – Carlos Alves, Jorge Vieira – César de Matos, Augusto Silva, Raúl Figueiredo – José Manuel Martins, João dos Santos, Vítor da Silva, José Manuel Soares, Valdemar Mota da Fonseca Cheftrainer: Cândido de Oliveira | Portugal |
| Jugoslawien                                                         | 1:1 Bonačić (40.) | 0:1 da Silva (25.) 1:2 Silva (90.) | Portugal |
| Jugoslawien                                                         | Platzverweis: Ivković (80.) | Platzverweis: Mota da Fonseca (80.) | Portugal |
| 29. Mai 1928 um 16:00 Uhr in Amsterdam (Het Nederlandsch Sportpark) | | |          |
| Zuschauer: 1.226                                                    | | |          |
| Schiedsrichter: Alfred Birlem ( Deutsches Reich)                    | | |          |

### Argentinien – USA 11:2 (4:0)
| Argentinien                                                       | Argentinien | USA | USA |
| ----------------------------------------------------------------- | --- | --- | --- |
| Argentinien                                                       | \| 29. Mai 1928 um 17:00 Uhr in Amsterdam (Olympiastadion Amsterdam) \| \| Zuschauer: 3.848 \| \| Schiedsrichter: Paul Ruoff ( Schweiz) \|                                                                               | \| 29. Mai 1928 um 17:00 Uhr in Amsterdam (Olympiastadion Amsterdam) \| \| Zuschauer: 3.848 \| \| Schiedsrichter: Paul Ruoff ( Schweiz) \|                                              | USA |
| Argentinien                                                       | Ángel Bossio – Fernando Paternóster, Ludovico Bidoglio – Luis Monti, Saúl Calandra, Ángel Médici – Raimundo Orsi, Roberto Cherro, Manuel Ferreira, Domingo Tarasconi, Alfredo Carricaberry Cheftrainer: José Lago Millán | Albert Cooper – John Duffy, Harry Smith – Francis Ryan, Jack Lyons, Bobby Aitken – William Findlay, Jack Deal, Rudy Kuntner, Henry Carroll, James Gallagher Cheftrainer: George Burford | USA |
| Argentinien                                                       | 1:0 Ferreira (9.) 2:0 Tarasconi (24.) 3:0 Ferreira (29.) 4:0 Orsi (41.) 5:0 Cherro (47.) 6:0 Cherro (49.) 7:1 Cherro (57.) 8:1 Tarasconi (63.) 9:1 Tarasconi (66.) 10:1 Orsi (73.) 11:2 Tarasconi (89.)                  | 6:1 Kuntner (55.) 10:2 Carroll (75.) | USA |
| 29. Mai 1928 um 17:00 Uhr in Amsterdam (Olympiastadion Amsterdam) | | |     |
| Zuschauer: 3.848                                                  | | |     |
| Schiedsrichter: Paul Ruoff ( Schweiz)                             | | |     |

### Spanien – Mexiko 7:1 (3:0)
| Spanien                                                             | Spanien | Mexiko | Mexiko |
| ------------------------------------------------------------------- | --- | --- | ------ |
| Spanien                                                             | \| 30. Mai 1928 um 14:00 Uhr in Amsterdam (Het Nederlandsch Sportpark) \| \| Zuschauer: 2.344 \| \| Schiedsrichter: Gábor Boronkay ( Ungarn) \|                                                                                      | \| 30. Mai 1928 um 14:00 Uhr in Amsterdam (Het Nederlandsch Sportpark) \| \| Zuschauer: 2.344 \| \| Schiedsrichter: Gábor Boronkay ( Ungarn) \|                                                                       | Mexiko |
| Spanien                                                             | José María Jáuregui – Pedro Vallana, Jacinto Quincoces – Amadeo Labarta, Francisco Gamborena, José Arizcorreta – Ángel Mariscal, Luis Regueiro, José María Yermo, Martín Marculeta, Luis Ayestarán Cheftrainer: José Ángel Berraondo | Óscar Bonfiglio – Rafael Garza Gutiérrez, Agustín Ojeda – Luis Cerrilla, Pedro Suinaga, Nieves Hernández – Carlos Garcés, Benito Contreras, Ernesto Sota, Juan Carreño, Juan Terrazas Cheftrainer: Alfonso de la Vega | Mexiko |
| Spanien                                                             | 1:0 Regueiro (13.) 2:0 Regueiro (27.) 3:0 Yermo (43.) 4:0 Yermo (63.) 5:0 Marculeta (66.) 6:0 Mariscal (70.) 7:1 Yermo (85.) | 6:1 Carreño (76.) | Mexiko |
| 30. Mai 1928 um 14:00 Uhr in Amsterdam (Het Nederlandsch Sportpark) | | |        |
| Zuschauer: 2.344                                                    | | |        |
| Schiedsrichter: Gábor Boronkay ( Ungarn)                            | | |        |

### Niederlande – Uruguay 0:2 (0:1)
| Niederlande                                                       | Niederlande | Uruguay | Uruguay |
| ----------------------------------------------------------------- | --- | --- | ------- |
| Niederlande                                                       | \| 30. Mai 1928 um 19:00 Uhr in Amsterdam (Olympiastadion Amsterdam) \| \| Zuschauer: 27.730 \| \| Schiedsrichter: John Langenus ( Belgien) \|                                                                             | \| 30. Mai 1928 um 19:00 Uhr in Amsterdam (Olympiastadion Amsterdam) \| \| Zuschauer: 27.730 \| \| Schiedsrichter: John Langenus ( Belgien) \|                                                                        | Uruguay |
| Niederlande                                                       | Gejus van der Meulen – Harry Dénis, Adolf van Kol – Petrus van Boxtel, Pierre Massy, Puck van Heel – Jan Elfring, Wout Buitenweg, Bertus Freese, Leo Ghering, Jacobus Weber Cheftrainer: Bob Glendenning ( Großbritannien) | Andrés Mazali – José Nasazzi, Pedro Arispe – José Leandro Andrade, Lorenzo Fernández, Álvaro Gestido – Santos Urdinarán, Héctor Scarone, Juan Pedro Arremón, José Pedro Cea, René Borjas Cheftrainer: Primo Giannotti | Uruguay |
| Niederlande                                                       | 0:1 Scarone (20.) 0:2 Urdinarán (86.) | | Uruguay |
| 30. Mai 1928 um 19:00 Uhr in Amsterdam (Olympiastadion Amsterdam) | | |         |
| Zuschauer: 27.730                                                 | | |         |
| Schiedsrichter: John Langenus ( Belgien)                          | | |         |

## Viertelfinale

### Italien – Spanien 1:1 n.V. (1:1, 0:1)
| Italien                                                           | Italien | Spanien | Spanien |
| ----------------------------------------------------------------- | --- | --- | ------- |
| Italien                                                           | \| 1. Juni 1928 um 19:00 Uhr in Amsterdam (Olympiastadion Amsterdam) \| \| Zuschauer: 3.388 \| \| Schiedsrichter: Domingo Lombardi ( Uruguay) \|                                                                                   | \| 1. Juni 1928 um 19:00 Uhr in Amsterdam (Olympiastadion Amsterdam) \| \| Zuschauer: 3.388 \| \| Schiedsrichter: Domingo Lombardi ( Uruguay) \|                                                                                | Spanien |
| Italien                                                           | Gianpiero Combi – Virginio Rosetta, Umberto Caligaris – Silvio Pietroboni, Alfredo Pitto, Antonio Janni – Enrico Rivolta, Adolfo Baloncieri, Angelo Schiavio, Gino Rossetti, Virgilio Felice Levratto Cheftrainer: Augusto Rangone | José María Jáuregui – Domingo Zaldúa, Jacinto Quincoces – Amadeo Labarta, Antero González, José Legarreta – Ángel Mariscal, Luis Regueiro, José María Yermo, Martín Marculeta, Luis Ayestarán Cheftrainer: José Ángel Berraondo | Spanien |
| Italien                                                           | 1:1 Baloncieri (63.) | 0:1 Zaldúa (11.) | Spanien |
| 1. Juni 1928 um 19:00 Uhr in Amsterdam (Olympiastadion Amsterdam) | | |         |
| Zuschauer: 3.388                                                  | | |         |
| Schiedsrichter: Domingo Lombardi ( Uruguay)                       | | |         |

### Argentinien – Belgien 6:3 (3:2)
| Argentinien                                                       | Argentinien | Belgien | Belgien |
| ----------------------------------------------------------------- | --- | --- | ------- |
| Argentinien                                                       | \| 2. Juni 1928 um 16:00 Uhr in Amsterdam (Olympiastadion Amsterdam) \| \| Zuschauer: 16.399 \| \| Schiedsrichter: Achille Gama ( Königreich Italien) \|                                                                     | \| 2. Juni 1928 um 16:00 Uhr in Amsterdam (Olympiastadion Amsterdam) \| \| Zuschauer: 16.399 \| \| Schiedsrichter: Achille Gama ( Königreich Italien) \|                                                                          | Belgien |
| Argentinien                                                       | Ángel Bossio – Fernando Paternóster, Ludovico Bidoglio – Luis Monti, Rodolfo Orlandini, Ángel Médici – Raimundo Orsi, Roberto Cherro, Manuel Ferreira, Domingo Tarasconi, Alfredo Carricaberry Cheftrainer: José Lago Millán | Jan De Bie – August Ruyssevelt, Nicolas Hoydonckx – Pierre Braine, Florimond van Halme, Gustave Boesman – Georges Despae, Gérard Devos, Raymond Braine, Jacques Moeschal, Jan Diddens Cheftrainer: Viktor Löwenfeld ( Österreich) | Belgien |
| Argentinien                                                       | 1:0 Tarasconi (1.) 2:0 Ferreira (4.) 3:0 Tarasconi (10.) 4:3 Tarasconi (75.) 5:3 Orsi (81.) 6:3 Tarasconi (89.) | 3:1 R. Braine (24.) 3:2 van Halme (28.) 3:3 Moeschal (53.) | Belgien |
| 2. Juni 1928 um 16:00 Uhr in Amsterdam (Olympiastadion Amsterdam) | | |         |
| Zuschauer: 16.399                                                 | | |         |
| Schiedsrichter: Achille Gama ( Königreich Italien)                | | |         |

### Deutsches Reich – Uruguay 1:4 (0:2)
| Deutsches Reich                                                   | Deutsches Reich | Uruguay | Uruguay |
| ----------------------------------------------------------------- | --- | --- | ------- |
| Deutsches Reich                                                   | \| 3. Juni 1928 um 16:00 Uhr in Amsterdam (Olympiastadion Amsterdam) \| \| Zuschauer: 25.131 \| \| Schiedsrichter: Youssouf Mohammed ( Ägypten) \|                                                         | \| 3. Juni 1928 um 16:00 Uhr in Amsterdam (Olympiastadion Amsterdam) \| \| Zuschauer: 25.131 \| \| Schiedsrichter: Youssouf Mohammed ( Ägypten) \|                                                        | Uruguay |
| Deutsches Reich                                                   | Heinrich Stuhlfauth – Albert Beier, Heinrich Weber – Ludwig Leinberger, Hans Kalb, Georg Knöpfle – Ludwig Hofmann, Josef Hornauer, Josef Pöttinger, Richard Hofmann, Ernst Albrecht Cheftrainer: Otto Nerz | Andrés Mazali – José Nasazzi, Pedro Arispe – Juan Píriz, Lorenzo Fernández, Álvaro Gestido – Santos Urdinarán, Héctor Castro, Pedro Petrone, José Pedro Cea, Antonio Cámpolo Cheftrainer: Primo Giannotti | Uruguay |
| Deutsches Reich                                                   | 1:3 R. Hofmann (81.) | 0:1 Petrone (35.) 0:2 Petrone (39.) 0:3 Castro (63.) 1:4 Petrone (84.) | Uruguay |
| Deutsches Reich                                                   | Platzverweise: Kalb (37.), R. Hofmann (87.) | Platzverweis: Nasazzi (87.) | Uruguay |
| 3. Juni 1928 um 16:00 Uhr in Amsterdam (Olympiastadion Amsterdam) | | |         |
| Zuschauer: 25.131                                                 | | |         |
| Schiedsrichter: Youssouf Mohammed ( Ägypten)                      | | |         |

### Portugal – Ägypten 1:2 (0:1)
| Portugal                                                          | Portugal | Ägypten | Ägypten |
| ----------------------------------------------------------------- | --- | --- | ------- |
| Portugal                                                          | \| 4. Juni 1928 um 19:00 Uhr in Amsterdam (Olympiastadion Amsterdam) \| \| Zuschauer: 3.448 \| \| Schiedsrichter: Giovanni Mauro ( Königreich Italien) \|                                                                                    | \| 4. Juni 1928 um 19:00 Uhr in Amsterdam (Olympiastadion Amsterdam) \| \| Zuschauer: 3.448 \| \| Schiedsrichter: Giovanni Mauro ( Königreich Italien) \|                                        | Ägypten |
| Portugal                                                          | António Roquete – Carlos Alves, Jorge Vieira – César de Matos, Augusto Silva, Raúl Figueiredo – José Manuel Martins, Armando da Silva Martins, Vítor da Silva, José Manuel Soares, Valdemar Mota da Fonseca Cheftrainer: Cândido de Oliveira | Abdel Hamid Hamdi – Sayed Abaza, Ahmed Salem – Gaber El-Soury, Ali El-Hassani, Ahmed Soliman – Mahmoud Ismail Houda, Ali Riadh, Ismail El-Sayed Houda, Mahmoud Mokhtar El-Tetsh, Gamil El-Zobair | Ägypten |
| Portugal                                                          | 1:2 V. da Silva (76.) | 0:1 El-Tetsh (15.) 0:2 Riadh (48.) | Ägypten |
| 4. Juni 1928 um 19:00 Uhr in Amsterdam (Olympiastadion Amsterdam) | | |         |
| Zuschauer: 3.448                                                  | | |         |
| Schiedsrichter: Giovanni Mauro ( Königreich Italien)              | | |         |

### Wiederholungsspiel Italien – Spanien 7:1 (4:0)
| Italien                                                           | Italien | Spanien | Spanien |
| ----------------------------------------------------------------- | --- | --- | ------- |
| Italien                                                           | \| 4. Juni 1928 um 14:00 Uhr in Amsterdam (Olympiastadion Amsterdam) \| \| Zuschauer: 4.770 \| \| Schiedsrichter: Hans Boekman ( Niederlande) \|                                                                                    | \| 4. Juni 1928 um 14:00 Uhr in Amsterdam (Olympiastadion Amsterdam) \| \| Zuschauer: 4.770 \| \| Schiedsrichter: Hans Boekman ( Niederlande) \|                                                                                                 | Spanien |
| Italien                                                           | Gianpiero Combi – Virginio Rosetta, Umberto Caligaris – Fulvio Bernardini, Alfredo Pitto, Antonio Janni – Enrico Rivolta, Adolfo Baloncieri, Angelo Schiavio, Mario Magnozzi, Virgilio Felice Levratto Cheftrainer: Augusto Rangone | José María Jáuregui – Domingo Zaldúa, Jacinto Quincoces – Amadeo Labarta, Francisco Gamborena, José Arizcorreta – Ignacio María Alcorta, Paco Bienzobas, José María Yermo, Martín Marculeta, Robustiano Bilbao Cheftrainer: José Ángel Berraondo | Spanien |
| Italien                                                           | 1:0 Magnozzi (14.) 2:0 Schiavio (15.) 3:0 Baloncieri (18.) 4:0 Bernardini (40.) 5:1 Rivolta (72.) 6:1 Levratto (76.) 7:1 Levratto (77.)                                                                                             | 4:1 Yermo (47.) | Spanien |
| 4. Juni 1928 um 14:00 Uhr in Amsterdam (Olympiastadion Amsterdam) | | |         |
| Zuschauer: 4.770                                                  | | |         |
| Schiedsrichter: Hans Boekman ( Niederlande)                       | | |         |

## Halbfinale

### Argentinien – Ägypten 6:0 (3:0)
| Argentinien                                                       | Argentinien | Ägypten | Ägypten |
| ----------------------------------------------------------------- | --- | --- | ------- |
| Argentinien                                                       | \| 6. Juni 1928 um 19:00 Uhr in Amsterdam (Olympiastadion Amsterdam) \| \| Zuschauer: 7.887 \| \| Schiedsrichter: Pedro Escartín ( Spanien) \|                                                                           | \| 6. Juni 1928 um 19:00 Uhr in Amsterdam (Olympiastadion Amsterdam) \| \| Zuschauer: 7.887 \| \| Schiedsrichter: Pedro Escartín ( Spanien) \|                                                          | Ägypten |
| Argentinien                                                       | Octavio Díaz – Fernando Paternóster, Ludovico Bidoglio – Luis Monti, Juan Evaristo, Ángel Médici – Raimundo Orsi, Roberto Cherro, Manuel Ferreira, Domingo Tarasconi, Alfredo Carricaberry Cheftrainer: José Lago Millán | Mohamed Ali Rostam – Sayed Abaza, Ahmed Salem – Gaber El-Soury, Ali El-Hassani, Abdel Halim Hassan – Moussa El-Ezam Hassan, Ali Riadh, Ismail El-Sayed Houda, Mahmoud Mokhtar El-Tetsh, Gamil El-Zobair | Ägypten |
| Argentinien                                                       | 1:0 Cherro (10.) 2:0 Ferreira (32.) 3:0 Tarasconi (37.) 4:0 Tarasconi (54.) 5:0 Tarasconi(61.) 6:0 Ferreira (82.) | | Ägypten |
| 6. Juni 1928 um 19:00 Uhr in Amsterdam (Olympiastadion Amsterdam) | | |         |
| Zuschauer: 7.887                                                  | | |         |
| Schiedsrichter: Pedro Escartín ( Spanien)                         | | |         |

### Italien – Uruguay 2:3 (1:3)
| Italien                                                           | Italien | Uruguay | Uruguay |
| ----------------------------------------------------------------- | --- | --- | ------- |
| Italien                                                           | \| 7. Juni 1928 um 19:00 Uhr in Amsterdam (Olympiastadion Amsterdam) \| \| Zuschauer: 15.230 \| \| Schiedsrichter: Willem Eijmers ( Niederlande) \|                                                                                 | \| 7. Juni 1928 um 19:00 Uhr in Amsterdam (Olympiastadion Amsterdam) \| \| Zuschauer: 15.230 \| \| Schiedsrichter: Willem Eijmers ( Niederlande) \|                                                                      | Uruguay |
| Italien                                                           | Gianpiero Combi – Virginio Rosetta, Umberto Caligaris – Fulvio Bernardini, Alfredo Pitto, Antonio Janni – Enrico Rivolta, Adolfo Baloncieri, Angelo Schiavio, Mario Magnozzi, Virgilio Felice Levratto Cheftrainer: Augusto Rangone | Andrés Mazali – Adhemar Canavessi, Pedro Arispe – José Leandro Andrade, Lorenzo Fernández, Álvaro Gestido – Santos Urdinarán, Héctor Castro, Pedro Petrone, José Pedro Cea, Antonio Cámpolo Cheftrainer: Primo Giannotti | Uruguay |
| Italien                                                           | 1:0 Baloncieri (9.) 2:3 Levratto (60.) | 1:1 Cea (17.) 1:2 Campolo (28.) 1:3 Scarone (31.) | Uruguay |
| 7. Juni 1928 um 19:00 Uhr in Amsterdam (Olympiastadion Amsterdam) | | |         |
| Zuschauer: 15.230                                                 | | |         |
| Schiedsrichter: Willem Eijmers ( Niederlande)                     | | |         |

## Spiel um die Bronzemedaille

### Italien – Ägypten 11:3 (6:2)
| Italien                                    | Italien | Ägypten | Ägypten |
| ------------------------------------------ | --- | --- | ------- |
| Italien                                    | \| 9. Juni 1928 in Amsterdam (Olympiastadion) \| \| Zuschauer: 6.378 \| \| Schiedsrichter: John Langenus ( Belgien) \|                                                                                                | \| 9. Juni 1928 in Amsterdam (Olympiastadion) \| \| Zuschauer: 6.378 \| \| Schiedsrichter: John Langenus ( Belgien) \|                                                                                | Ägypten |
| Italien                                    | Gianpiero Combi – Delfo Bellini, Umberto Caligaris – Fulvio Bernardini, Alfredo Pitto, Pietro Genovesi – Elvio Banchero, Adolfo Baloncieri, Angelo Schiavio, Mario Magnozzi, Virgilio Felice Levratto                 | Abdel Hamid Hamdi – Sayed Abaza, Gaber El-Soury – Mhamed Shemais, Ali El-Hassani, Abdel Halim Hassan – Moussa El-Ezam Hassan, Ali Riadh, Ismail El-Sayed Houda, Mahmoud Ismail Houda, Gamil El-Zobair | Ägypten |
| Italien                                    | 1:0 Schiavio (6.) 2:1 Baloncieri (14.) 3:2 Banchero (19.) 4:2 Banchero (39.) 5:2 Schiavio (42.) 6:2 Banchero (44.) 7:2 Baloncieri (52.) 8:2 Schiavio (58.) 9:3 Magnozzi (72.) 10:3 Magnozzi (80.) 11:3 Magnozzi (88.) | 1:1 Riadh (12.) 2:2 Riadh (16.) 8:3 El-Ezam Hassan (60.) | Ägypten |
| 9. Juni 1928 in Amsterdam (Olympiastadion) | | |         |
| Zuschauer: 6.378                           | | |         |
| Schiedsrichter: John Langenus ( Belgien)   | | |         |

## Finale

### Uruguay – Argentinien 1:1 (1:0)
| Uruguay                                         | Uruguay | Argentinien | Argentinien |
| ----------------------------------------------- | --- | --- | ----------- |
| Uruguay                                         | \| 10. Juni 1928 in Amsterdam (Olympiastadion) \| \| Zuschauer: 28.250 \| \| Schiedsrichter: Johannes Mutters ( Niederlande) \|                                                         | \| 10. Juni 1928 in Amsterdam (Olympiastadion) \| \| Zuschauer: 28.250 \| \| Schiedsrichter: Johannes Mutters ( Niederlande) \|                                                                | Argentinien |
| Uruguay                                         | Andrés Mazzali – José Nasazzi, Pedro Arispe – José Leandro Andrade, Lorenzo Fernández, Álvaro Gestido – Santos Urdinarán, Héctor Castro, Pedro Petrone, José Pedro Cea, Antonio Cámpolo | Ángel Bossio – Fernando Paternóster, Ludovico Bidoglio – Luis Monti, Juan Evaristo, Ángel Médici – Raimundo Orsi, Enrique Gainzarain, Manuel Ferreira, Domingo Tarasconi, Alfredo Carricaberry | Argentinien |
| Uruguay                                         | 1:0 Petrone (23.) | 1:1 Ferreira (50.) | Argentinien |
| 10. Juni 1928 in Amsterdam (Olympiastadion)     | | |             |
| Zuschauer: 28.250                               | | |             |
| Schiedsrichter: Johannes Mutters ( Niederlande) | | |             |

### Uruguay – Argentinien 2:1 (1:1)
| Uruguay                                         | Uruguay | Argentinien | Argentinien |
| ----------------------------------------------- | --- | --- | ----------- |
| Uruguay                                         | \| 13. Juni 1928 in Amsterdam (Olympiastadion) \| \| Zuschauer: 28.110 \| \| Schiedsrichter: Johannes Mutters ( Niederlande) \|                                                    | \| 13. Juni 1928 in Amsterdam (Olympiastadion) \| \| Zuschauer: 28.110 \| \| Schiedsrichter: Johannes Mutters ( Niederlande) \|                                                                | Argentinien |
| Uruguay                                         | Andrés Mazzali – José Nasazzi, Pedro Arispe – José Leandro Andrade, Juan Píriz, Álvaro Gestido – Juan Pedro Arremón, Héctor Scarone, René Borjas, José Pedro Cea, Roberto Figueroa | Octavio Díaz – Fernando Paternóster, Ludovico Bidoglio – Luis Monti, Juan Evaristo, Ángel Médici – Raimundo Orsi, Feliciano Perducca, Manuel Ferreira, Domingo Tarasconi, Alfredo Carricaberry | Argentinien |
| Uruguay                                         | 1:0 Figueroa (17.) 2:1 Scarone (68.) | 1:1 Monti (28.) | Argentinien |
| 13. Juni 1928 in Amsterdam (Olympiastadion)     | | |             |
| Zuschauer: 28.110                               | | |             |
| Schiedsrichter: Johannes Mutters ( Niederlande) | | |             |

## Trostrunde
Die Verlierer der Achtel- und Viertelfinalspiele und der Verlierer des Vorrundenspiels konnten in der Trostrunde weitere Platzierungsspiele austragen. Von den 13 Mannschaften nahmen jedoch nur vier teil. Die Mannschaften der Schweiz, der Vereinigten Staaten, der Türkei, Frankreichs, Jugoslawiens, Italiens, Portugals, Spaniens und des Deutschen Reichs zogen sich vom Wettkampf zurück.

Die Trostrunde wurde nicht vom Organisationskomitee der Amsterdamer Spiele durchgeführt. Sie wird jedoch von der FIFA anerkannt.

### Runde 1

#### Niederlande – Belgien 3:1 (2:0)
| Niederlande                                              | Niederlande | Belgien | Belgien |
| -------------------------------------------------------- | --- | --- | ------- |
| Niederlande                                              | \| 5. Juni 1928 um 14:00 Uhr in Rotterdam (Spangen-Stadion) \| \| Zuschauer: 20.000 \| \| Schiedsrichter: Achille Gama ( Königreich Italien) \|                                                             | \| 5. Juni 1928 um 14:00 Uhr in Rotterdam (Spangen-Stadion) \| \| Zuschauer: 20.000 \| \| Schiedsrichter: Achille Gama ( Königreich Italien) \|                                                                                       | Belgien |
| Niederlande                                              | Gejus van der Meulen – Harry Dénis, Adolf van Kol – Gerardus Krom, Cor Kools, Puck van Heel – Jan Elfring, Wim Tap, Felix Smeets, Leo Ghering, Jacobus Weber Cheftrainer: Bob Glendenning ( Großbritannien) | Jan De Bie – Jules Lavigne, Nicolas Hoydonckx – Henri van Averbeke, August Hellemans, Gustave Boesman – Pierre Braine, Henri Bierna, Raymond Braine, Jacques Moeschal, Sebastian Verhulst Cheftrainer: Viktor Löwenfeld ( Österreich) | Belgien |
| Niederlande                                              | 1:0 Ghering (4.) 2:0 Smeets (6.) 3:0 Tap (63.) | 3:1 P. Braine (85.) | Belgien |
| 5. Juni 1928 um 14:00 Uhr in Rotterdam (Spangen-Stadion) | | |         |
| Zuschauer: 20.000                                        | | |         |
| Schiedsrichter: Achille Gama ( Königreich Italien)       | | |         |

#### Chile – Mexiko 3:1 (1:1)
| Chile                                               | Chile | Mexiko | Mexiko |
| --------------------------------------------------- | --- | --- | ------ |
| Chile                                               | \| 5. Juni 1928 um 16:00 Uhr in Arnhem (Monnikenhuize) \| \| Zuschauer: 6.000 \| \| Schiedsrichter: Achille Gama ( Königreich Italien) \|                                                                                           | \| 5. Juni 1928 um 16:00 Uhr in Arnhem (Monnikenhuize) \| \| Zuschauer: 6.000 \| \| Schiedsrichter: Achille Gama ( Königreich Italien) \|                                                                              | Mexiko |
| Chile                                               | Juan Ibacache – Guillermo Riveros, Ernesto Chaparro – Arturo Torres, Guillermo Saavedra, Víctor Morales – Carlos Schneberger, Óscar Alfaro, Guillermo Subiabre, José Arias, José Olguín Cheftrainer: Frank Powell ( Großbritannien) | Óscar Bonfiglio – Rafael Garza Gutiérrez, Agustín Ojeda – Luis Cerrilla, Pedro Suinaga, Emmanuel Guevara – Carlos Garcés, Benito Contreras, Ernesto Sota, Juan Carreño, Adeodato López Cheftrainer: Alfonso de la Vega | Mexiko |
| Chile                                               | 1:1 Subiabre (24.) 2:1 Subiabre (48.) 3:1 Subiabre (89.) | 0:1 Sota (15.) | Mexiko |
| 5. Juni 1928 um 16:00 Uhr in Arnhem (Monnikenhuize) | | |        |
| Zuschauer: 6.000                                    | | |        |
| Schiedsrichter: Achille Gama ( Königreich Italien)  | | |        |

### Runde 2

#### Niederlande – Chile 2:2 n.V. (2:2, 0:0)
| Niederlande                                              | Niederlande | Chile | Chile |
| -------------------------------------------------------- | --- | --- | ----- |
| Niederlande                                              | \| 8. Juni 1928 um 14:00 Uhr in Rotterdam (Spangen-Stadion) \| \| Zuschauer: 18.000 \| \| Schiedsrichter: Guillermo Comorera ( Spanien) \|                                                                  | \| 8. Juni 1928 um 14:00 Uhr in Rotterdam (Spangen-Stadion) \| \| Zuschauer: 18.000 \| \| Schiedsrichter: Guillermo Comorera ( Spanien) \|                                                                                       | Chile |
| Niederlande                                              | Gejus van der Meulen – Harry Dénis, Adolf van Kol – Gerardus Krom, Cor Kools, Puck van Heel – Jan Elfring, Wim Tap, Felix Smeets, Leo Ghering, Jacobus Weber Cheftrainer: Bob Glendenning ( Großbritannien) | Juan Ibacache – Jorge Linford, Ernesto Chaparro – Arturo Torres, Guillermo Riveros, Víctor Morales – Manuel Bravo, Óscar Alfaro, Guillermo Subiabre, José Arias, Alejandro Carbonell Cheftrainer: Frank Powell ( Großbritannien) | Chile |
| Niederlande                                              | 1:1 Ghering (59.) 2:1 Smeets (66.) | 0:1 Bravo (55.) 2:2 Alfaro (89.) | Chile |
| 8. Juni 1928 um 14:00 Uhr in Rotterdam (Spangen-Stadion) | | |       |
| Zuschauer: 18.000                                        | | |       |
| Schiedsrichter: Guillermo Comorera ( Spanien)            | | |       |